# Nokia 6700
Nokia 6700 Classic — мобильный телефон компании Nokia, является последователем знаменитого классического телефона Nokia 6300. Телефон представляет собой тонкий моноблок, практически полностью выполненный из нержавеющей стали.Телефон имеет аккумулятор BL-6Q. Телефон имеет встроенные игры такие как:Bounce tales, Brain champion, FIFA 09, Need for speed Undercover, Seawsseper и Snake 3.
Производитель Nokia предоставляет шесть вариантов окраски корпуса: хромовая сталь, матовая сталь, бронзовый, чёрный, розово-чёрный, и золотой (Chrome, Matt Steel, Bronze, Black, Pink, Gold Edition).
В списке лучших телефонов по версии Mobile-review.com Nokia 6700 в 2009 году занял первое место в номинации «Имидж», а в 2010 году — третье место в номинации «Цена/Качество».
В России последние продажи у компании Беталинк.

## Характеристики
Другие телефоны: nokia 6700 classic
| Стандарт связи  | GSM 1800, GSM 1900, GSM 850, GSM 900 |
| Тип корпуса     | классический                         |
| Размеры (ВxШхТ) | 110x45x11 мм                         |
| Вес             | 117 г                                |
| Встроенный GPS  | есть                                 |

### Сообщения и Интернет
| Email протоколы | IMAP4, POP3, SMTP                   |
| Интерфейсы      | Bluetooth 2.1, USB                  |
| Сообщения       | SMS, MMS                            |
| Интернет        | EDGE Class 32, GPRS Class 32, HSDPA |
| Поддержка ICQ   | есть                                |

### Звонки
| Тип мелодий | 64-x голосная полифония, MP3 звонки |

### Дисплей
| Тип (технология)  | TFT          |
| Разрешение        | 320x240 пикс |
| Диагональ экрана  | 2.2"         |
| Количество цветов | 16777216     |

### Цифровая фотокамера
| Разрешение фото     | 5 Мпикс      |
| Запись видеороликов | 640x480 пикс |
| Автофокус           | есть         |

### Мультимедиа
| MP3-плеер  | AAC, AMR, MIDI, MP3, WMA  |
| Видеоплеер | 3gp, H.263, H.264, MPEG-4 |
| Диктофон   | есть                      |

### Питание
| Время разговора | 300 мин |
| Время ожидания  | 300 ч   |
| Тип батареи     | Li-Ion  |
| Ёмкость батареи | 960 мАч |

### Дополнительно
| Релиз модели  | 2009                                                                  |
| Антенна       | встроенная                                                            |
| Громкая связь | есть                                                                  |
| Органайзер    | будильник, календарь, калькулятор, конвертер валют, планировщик задач |

### Комплектация
| Кабель    | есть                   |
| Гарнитура | гарнитура Nokia WH-203 |